# Ukulele Orchestra of Great Britain
The Ukulele Orchestra of Great Britain är en grupp engelska musiker som sjunger och spelar olika typer av ukulele som sopran-, tenor-, baryton- och bas-, (men basen är egentligen en akustisk basgitarr). Ett av deras motton är: "six strings bad, four strings good". 
Orkestern som består av åtta personer, bildades 1985 och har kultförklarats i Storbritannien och har även rönt stor framgång i Sverige. De senaste åren har de uppträtt för utsålda hus på Reginateatern i Uppsala och på Scalateatern i Stockholm. 
Deras repertoar är bred, från klassisk musik till hårdrock. De arrangerar gärna om musiken med stort allvar men med glimten i ögat. Bland annat gör de Sex Pistols-låten "Anarchy in the U.K." i Simon & Garfunkel-tappning och hiten "Should I Stay or Should I Go" som lånats från The Clash. På repertoaren har orkestern också en version av titelmusiken från västernfilmen Den gode, den onde, den fule. De gör även nummer där de simultant sjunger och spelar olika melodier som harmoniskt smälter ihop. Humor är en viktig del i deras framträdanden.
De undviker noga att förknippas med den mest kända ukulelespelaren i England, George Formby (i Sverige känd som Flygmalajen), som var aktiv på 30- och 40-talet. Dock har de en av hans melodier, "Leaning on a Lamppost" på repertoaren arrangerad i rysk balalaikastil och omdöpt till "Lenin on a Lamppost".
Medlemmar i bandet är David Suich, Peter Brooke-Turner, Hester Goodman, George Hinchliffe, Richie Williams, Kitty Lux, Will Grove-White och Jonty Bankes (basukulele).

## Diskografi (urval)
Album
- 2003 – The Secret of Life
- 2007 – Precious Little
- 2008 – Top Notch (samlingsalbum)
- 2008 – Live in London #1